# Суперкубок Боснії і Герцеговини з футболу 2000
Суперкубок Боснії і Герцеговини з футболу 2000 — 4-й розіграш турніру. Матчі відбулись у листопаді 2000 року та 14 березня 2001 року між чемпіоном Боснії і Герцеговини клубом Бротньо та володарем кубка Боснії і Герцеговини клубом Желєзнічар.
| Володар Суперкубка Боснії і Герцеговини 2000 |
| -------------------------------------------- |
|                                              |
| Желєзнічар Другий титул                      |

## Матчі

### Перший матч
| листопад 2000 |

| Бротньо | 0:0      | Желєзнічар |
| ------- | -------- | ---------- |
|         | Протокол |            |

| Баре, Читлук |

### Повторний матч
| 14 березня 2001 |

| Желєзнічар                          | 3:1      | Бротньо   |
| ----------------------------------- | -------- | --------- |
| Жерич 32' Мухаремович 64' Аджем 67' | Протокол | Медич 90' |

| Грбавиця, Сараєво |